# Nina Claassen (Fußballspielerin)
Nina Claassen (* 29. August 1993) ist eine deutsche Fußballspielerin.

## Karriere
Claassen begann ihre fußballerische Karriere im Alter von acht Jahren beim SV Schwarz-Weiß Marienfeld und wechselte 2005 in die Jugendabteilung des FC Gütersloh 2000, aus dem 2009 der FSV Gütersloh 2009 hervorging. Am 11. Oktober 2009 absolvierte sie ihr erstes Pflichtspiel in der 2. Bundesliga und schaffte in der Saison 2011/12 mit Gütersloh den Aufstieg in die Bundesliga. Ihr Erstligadebüt gab sie am 9. September 2012 gegen den VfL Sindelfingen und erzielte am 30. September gegen den FCR 2001 Duisburg ihr erstes Bundesligator. Nach dem Abstieg ihrer Mannschaft unterschrieb Claassen zur Saison 2013/14 bei Bayer 04 Leverkusen. In den folgenden zwei Jahren bestritt sie für Leverkusen 31 Ligapartien und erzielte dabei zwei Tore, ehe sie nach der Spielzeit 2014/15 eine berufsbedingte Fußballpause einlegte.

## Erfolge
- Aufstieg in die Bundesliga 2012 mit dem FSV Gütersloh 2009